# ホームステイ
ホームステイ（英: homestay）は、留学生などが、その国の一般家庭と寄宿し生活体験をすることである。または、その制度。受け入れる家庭のことをホスト、その家族をホストファミリーと呼ぶ。農家に寄宿し、農場体験をするのは、ファームステイ（farmstay）という。

## 概要
協会のボランティアとして無料で受け入れてくれる家庭もあるが、近年はビジネス目的で、家賃を請求するホストが多い。ホテルや下宿ではないので、すべてのホストファミリーで参加者が望むような対応をしてくれる訳ではない。そのため近年は、提示した条件に合ったホストファミリーを探し、紹介する留学エージェントもある。
夏休みなどの長期休養期間を利用して、普段は行くことの難しい学生なども気軽に体験出来るものもある。

## 歴史

### 「ホームステイ」の起源
現在の「ホームステイ」は、1932年にアメリカのドナルド・ワット博士が提案した「国際生活体験」がその起源といわれている。
ワットは幼少期から世界の様々な国に行く機会に恵まれていた。ペンシルベニア州ランカスターでデパートを経営する父が、商用でイギリスやフランス、ドイツなどに行く機会を利用し諸国の風俗習慣に接する機会をもてたのである。アメリカ人の典型であるような開拓精神に満ちた彼は、第一次世界大戦の中、YMCAの使節団の一員としてインドやイランで働いた。そこで目の当たりにした、インド・イラン・イギリス軍の間に見られる人種的・階級的差別に、ワットは強烈な嫌悪の情をいだいたのだった。大戦後、使節団としての義務も終わり、ペルシャ、インド、中国、日本を経て帰国、その後ペンシルベニア、イェール、ハーバードの各大学で、心理学の研究に専念することとなる。
1921年に亡くなった父親から、ワットは50万ドルもの遺産を受け取り、いかにしてその遺産を社会のために還元できるかということを考えるようになった。当時発足したばかりの国際連盟が中心となってスイスで開催された国際青少年代表キャンプに、ワットはアメリカ代表として参加することとなった。しかし、自国へのプライドばかりで互いに肩をいからせる青年たちを見ていたく失望する。また、毎日続く討論会と講演に嫌気がさし、もっと違った方法で国際理解を効果的に深める道はないかと探っていきたどりついたのが、外国での「家庭生活体験」という試みであった。
こうして、1930年に12人のアメリカの少年たちをヨーロッパに連れて行き、ドイツやフランスの少年たちと交流させるプログラムを実施した。少年たちは、互いに相手国の言語や習慣の理解につとめ、スポーツやハイキングなどの活動をともにすることで親善の絆を作り上げた。その中で、キャンプよりもホームステイを、しかも3ヶ国ではなく1ヶ国で体験することのほうが実りが多いのではないかと考え、翌年はホームステイのグループを送り大成功を収めた。さらにイギリス、フランス、ドイツでのホームステイにも成功したワットは、1932年に正式に「The Experiment in International Living」（"Experiment in International Living" in English）を発足させ、世界各国の旧知を頼り、また巨額の私財も投じてこの組織の発展に努力した。
もともとアメリカではホストファミリーはボランティアで受け入れる形式のホームステイが発展した。一方、イギリスでは金銭を支払って受け入れる形式のホストファミリーに滞在するホームステイが発展した。オーストラリア、ニュージーランド、カナダなどほとんどの英語圏でも、イギリスの形式でホームステイが発展していった。近年、アメリカでもこの有償でのホストファミリー形式が増えてきている。

### 日本初のホームステイ
アメリカから初めてホームステイグループが来日したのは1940年のことであった。当時はもちろん「ホームステイ」などという言葉も概念もなく、このことを取り上げた都新聞（現在の東京新聞）の記事には「交換息子」という文字が記されている。記事によると、「来年度は日本からも派遣する予定で、日米間の国際感情が悪化している中、両国の若者が自然体で生活を共にするこの“集団交換息子と娘”の成果は大いに期待されている」という内容が書かれている。皮肉にも翌年の1941年12月には日米開戦となり、「平和」を願った交流の芽が育つのは、終戦を待たなければならなかった。
1955年、日本の東京大学婦人会と日米教育委員会（フルブライト委員会）に関わりのあった真木雪子あてにアメリカのEIL本部から日本でのホームステイ実施について依頼があった。受入地として白羽の矢が立ったのは、現在でも小京都として知られている「金沢」。真木の出身地でもあり、戦後まもないこと、反米感情が強くないこと、戦災や占領の影響が大きくないこと、また、文化的土壌も豊かで「アメリカ文化センター」もあったことなどから、金沢が受入地区となったわけである。翌年、4月の初旬から1ヶ月間、ワット博士夫妻の率いる一行6名が日本で最初の「ホームステイ」を金沢で体験した。

## 基本的なルール
ホストファミリーがボランティアか有償かで、また、年齢(主に高校生以下か、大学生以上か)によって違いは出てくる。有償の場合、ホームステイとはいえ、家族の一員というより、実質的に寮や下宿のような形態のものも存在する。
- 寄宿する間は家族の一員となることが基本であり、その家庭のルールで生活しなければならない。これはホームステイをする際最初にあげられる基本的ルールである。家族の一員であるため遠慮せず、自分の意見をきちんと伝えるためにも、コミュニケーションはとっておく。
- 出来るだけホストファミリーと一緒に過ごす。家族団欒の輪の中に入ることも望ましい。また、他人だからといってお客様気分にならず、手伝いは積極的にする様に心がける。
- 家で食事を取らない場合は、ホストに事前に伝える。
- 帰宅が遅れるとき、もしくは外泊する場合は、連絡して用件を伝える。なお、帰宅が遅くなると予見できる場合は事前に外出先を連絡しておくと便利である。
- ホームステイを終了する時は、自分の荷物を全てまとめ、部屋を整頓する。
- 通学を含め全ての交通費、電話の通話料金は自分で支払う。国際電話用プリペイドカードかコレクトコールを利用する。
- 外出は公共交通機関を利用し、ホスト先の車での送迎は緊急時を除きできるだけ依頼しないこと。
- 私的な行事または用事でホストファミリーと出かける際の費用は自分で出す(だが費用を出してくれるファミリーもいるため、その際は遠慮せずに受け取る)。ただし経費に含まれている行事の場合は、ファミリー側に費用を支払う義務が生ずるため、本人が出す必要はない。
- 衣服の洗濯に関しては、事前に尋ねる。基本的には自分の服は自分で洗濯する。
- 文化の違いなどから、トラブルが起きることもあるが、ホストファミリーから不当な要求をされた場合には必ず断ること。日本人は断りにくい傾向にあるが、そのような場合には断る必要がある。余りに頻発するのであれば、エージェントへの相談や、引っ越しも考慮した方が良い。
- 文化、コミュニケーションの違いによることもあるが、ホストファミリーからセクハラ・性的虐待を受けたという事例がある。勘違いを生まないためにも、過剰なスキンシップを不快に感じた場合は、拒否することが大切である。
  - 例えばホストファミリーから金銭の貸借を求められた時には絶対に貸さないこと。いくらホストファミリーだからと言って、お金を貸す義務は全くない。